# Jan Wolkers
Jan Hendrik Wolkers (Oegstgeest, 26 oktober 1925 – Westermient, 19 oktober 2007) was een Nederlands schrijver, beeldhouwer en schilder. Hij werd bekend met de romans Terug naar Oegstgeest (1965) en Turks fruit (1969). Hij weigerde verscheidene prijzen, waaronder de Constantijn Huygens-prijs (toegekend 1982) en de P.C. Hooft-prijs (1989).
In weerwil van zijn grote bekendheid als schrijver heeft Wolkers altijd te kennen gegeven dat hij zichzelf in de eerste plaats beeldhouwer voelde.

## Biografie

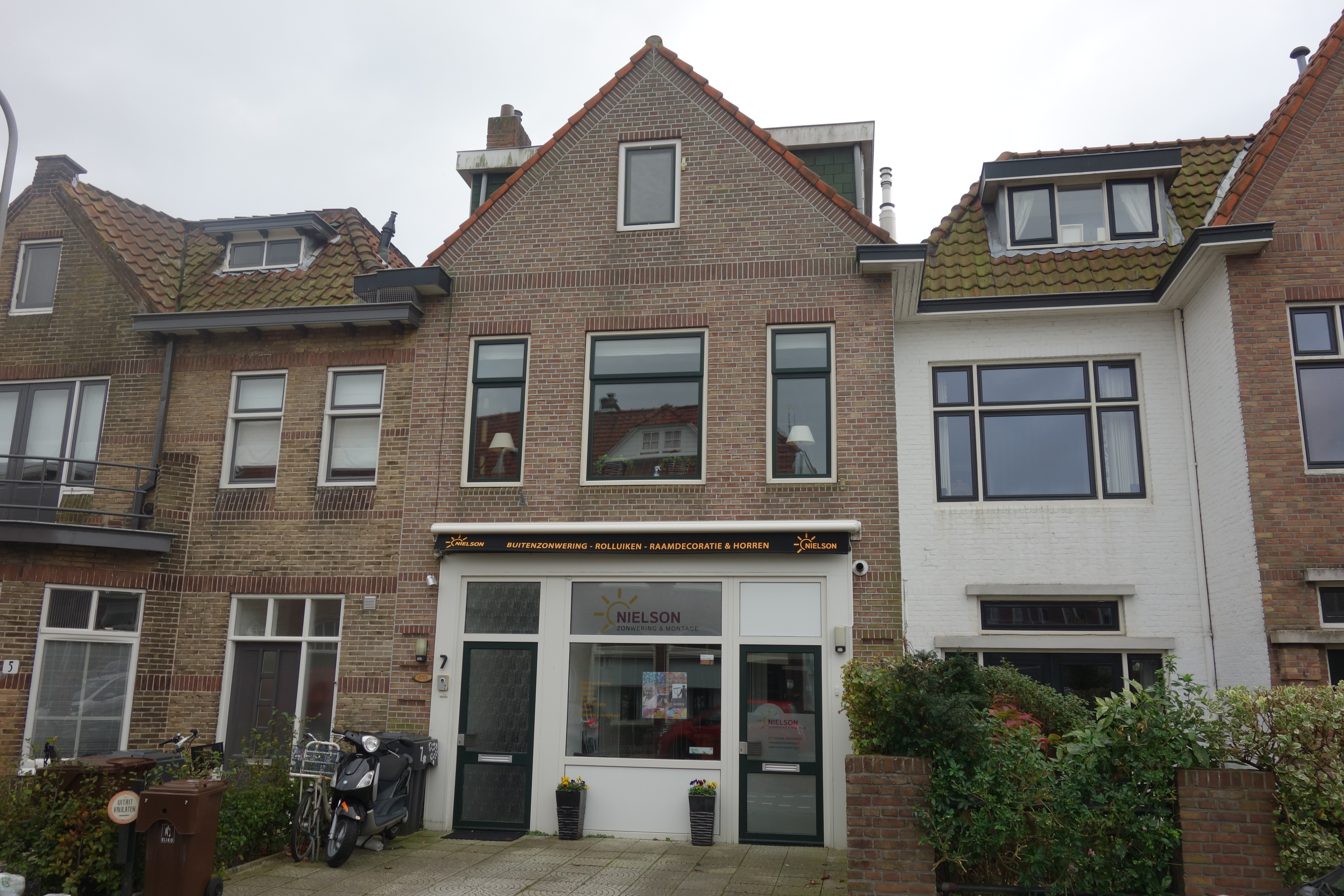
Geboortehuis van Wolkers, Deutzstraat 7 te Oegstgeest

### Jeugdjaren
Jan Wolkers was afkomstig uit een gereformeerd milieu waar hij in zijn tienerjaren afstand van heeft genomen. De ouders van Wolkers (Jan Hendrik Wolkers sr., 1890-1976 en Jannetje van der Heijde, 1899-1979) kwamen oorspronkelijk uit Amsterdam en hadden in totaal elf kinderen, van wie Jan het derde was. Vader Wolkers bezat voor de Tweede Wereldoorlog een slecht lopende kruidenierswinkel in Oegstgeest.
Wolkers bezocht de mulo maar moest al snel van school wegens slechte cijfers en zo kon hij dan helpen in de winkel. Hij was onder andere dierenverzorger in een laboratorium van de Universiteit Leiden, was tuinman en schilderde landschappen. In de oorlog werkte Jan Wolkers eerst als jongste bediende in het distributiekantoor in Oegstgeest. Later dook hij onder. In de zomer van 1943  ontmoette hij Jan Vermeulen, met wie hij nauw bevriend raakte en die later de omslagen van zijn boeken zou gaan vormgeven. Hij nam les aan de Leidse schilderacademie Ars Aemula Naturae en hij leerde typen - de enige vaardigheid waarin hij ooit een diploma zou behalen. Kort na de bevrijding woonde Wolkers in Parijs.

### Latere jaren

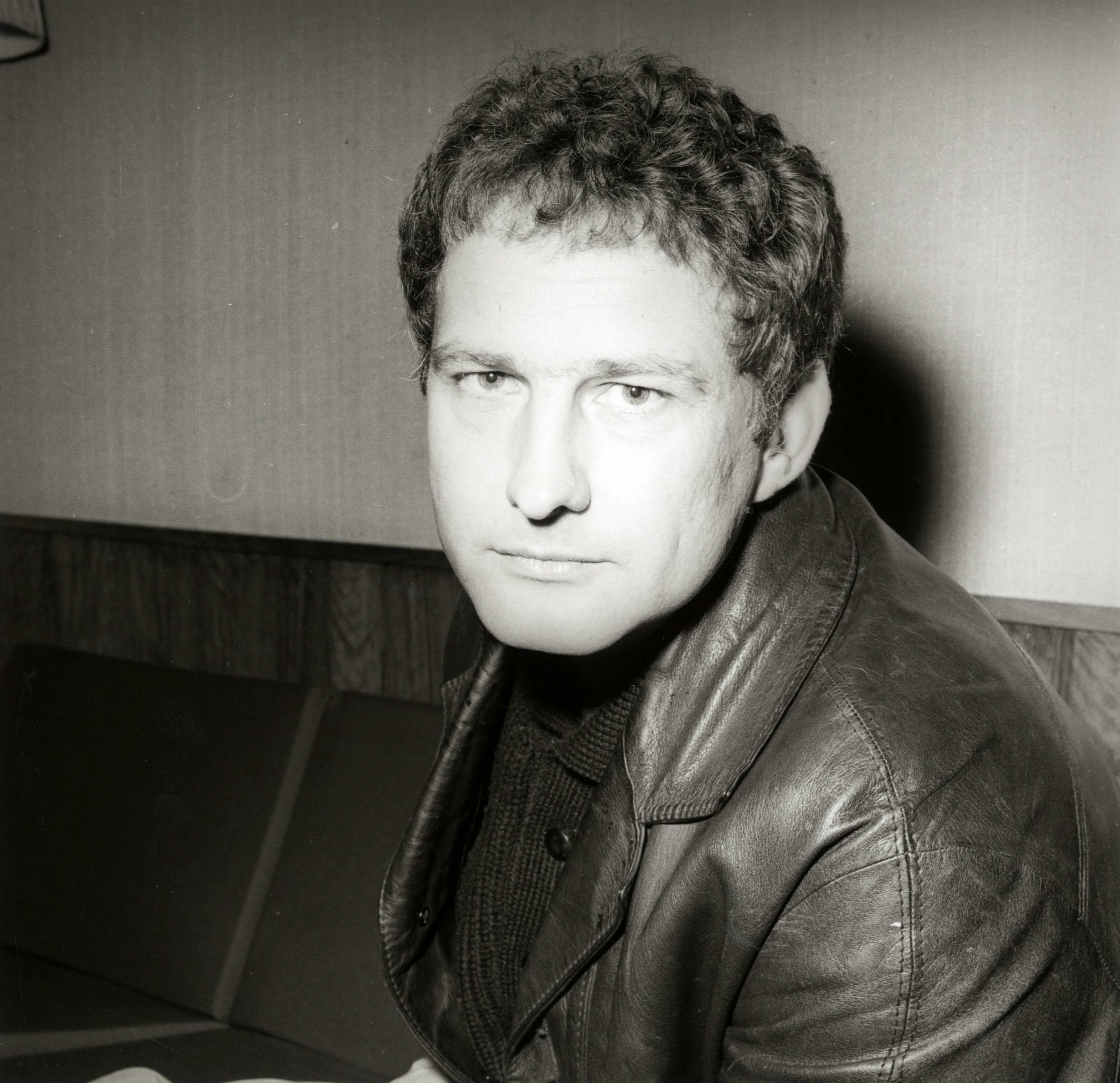
Jan Wolkers, 1963

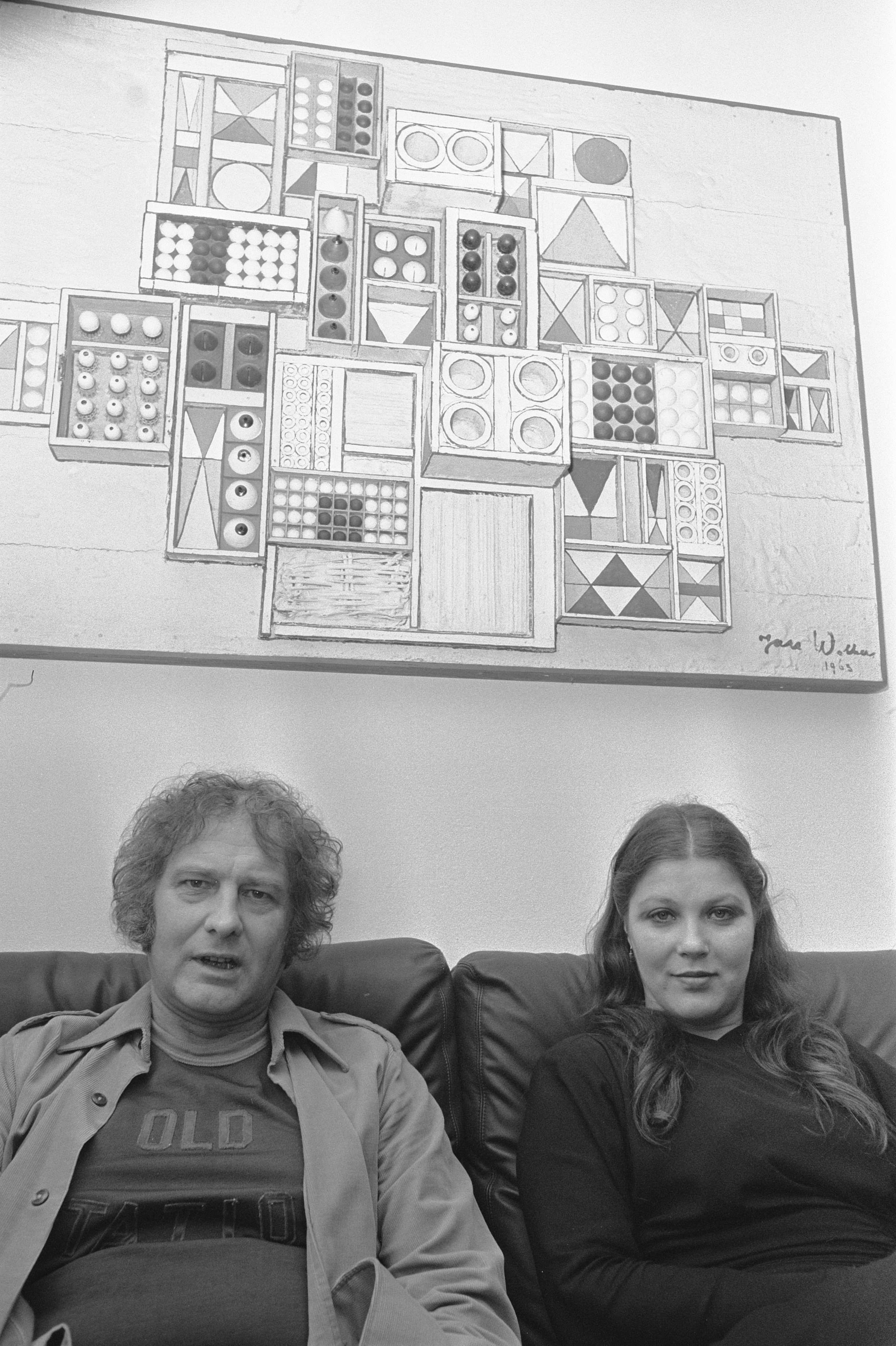
Wolkers met Karina Gnirrep (1974)

Jan Wolkers was driemaal getrouwd. In 1947 huwde hij Maria de Roo (1923-1993). Uit dit huwelijk werden drie kinderen geboren. Dochter Eva (1949) overleed op 10 juni 1951 door een ongeluk in bad. Deze traumatische gebeurtenis zou Wolkers later verwerken in de roman Een roos van vlees uit 1963.
In 1958 trouwde Wolkers in Frankrijk met Annemarie Nauta (1937). Het huwelijk zou niet lang duren. Deze periode vormde later de inspiratie voor de roman Turks fruit. Olga, de hoofdpersoon uit dit boek, was gebaseerd op Nauta. Met Olga's kanker en haar overlijden in Turks fruit symboliseerde Wolkers het rouwproces dat hij doormaakte na het verbreken van de relatie met haar.
In 1963 ontmoette Wolkers de toen 17-jarige Karina Gnirrep. Zij woonde schuin tegenover zijn atelier in de Uiterwaardenstraat. Zij is een dochter van Piet Gnirrep, die tijdens de oorlog vanwege zijn bijdrage aan het organiseren van de Februaristaking tot tien jaar gevangenisstraf was veroordeeld, waarvan hij er vier in een Duitse gevangenis heeft doorgebracht en Johanna Harthoorn, die tijdens de oorlog aan het CPN-verzet had bijgedragen. Karina trok kort daarna bij Wolkers in in het woonatelier in de Zomerdijkstraat 22 in de Amsterdamse Rivierenbuurt, waar Wolkers sinds 1950 woonde. Tevens woonden ze in hun tuinhuisje op het volkstuinencomplex Amstelglorie aan de Jan Vroegopsingel. In 1980 verhuisde het paar van Amsterdam naar de buurtschap Westermient op het eiland Texel. In 1981 trouwde Wolkers met Gnirrep. In hetzelfde jaar werden hun tweelingzonen geboren.
In 2002 en 2003 zond VPRO's Villa Achterwerk twee seizoenen lang de serie De Achtertuin van Jan Wolkers uit, over planten en dieren in de tuin die Wolkers en Karina bij hun huis op Texel hadden aangelegd.
Voor de Europese Parlementsverkiezingen 2004 en de Tweede Kamerverkiezingen 2006 stond Wolkers als lijstduwer op de lijst van de Partij voor de Dieren.
In 2006 werd Wolkers ereburger van Texel. Ook andere gemeenten die zich met Wolkers en zijn werk verbonden voelen, eren zijn nagedachtenis. Zo zijn er in Oegstgeest, Leiden, Voorschoten, Groningen, Kloetinge en Utrecht straten, singels en lanen naar Jan Wolkers vernoemd.
Vanaf 2013 wordt jaarlijks de Jan Wolkers Prijs toegekend aan het beste Nederlandse natuurboek.

### Overlijden
Jan Wolkers overleed in zijn slaap op vrijdag 19 oktober 2007, een week voor hij 82 jaar zou worden, in zijn huis op Texel. De week ervoor was Wolkers met wondroos opgenomen in het Gemini-ziekenhuis in Den Helder. Daar werd op 15 oktober geconstateerd dat hij aan een levercirrose leed, die niet meer te behandelen was.
Wolkers werd op 24 oktober gecremeerd. De plechtigheid op de begraafplaats De Nieuwe Ooster in Amsterdam was rechtstreeks op tv te volgen. Er werd gesproken door De Bezige Bij-directeur Robbert Ammerlaan, de Volkskrant-hoofdredacteur Pieter Broertjes, historicus Maarten van Rossem, cultuurminister Ronald Plasterk, schrijver Remco Campert en Wolkers' weduwe Karina. Zoon Tom en Leonie Hulsman, de vriendin van zoon Bob, zongen een zelfgeschreven lied. De as van Wolkers werd later begraven onder de tulpenboom in zijn tuin.
Enkele maanden voor zijn dood had Wolkers literair journalist Onno Blom toestemming gegeven voor het schrijven van zijn biografie. Het boek Het litteken van de dood. De biografie van Jan Wolkers verscheen in 2017 en won een jaar later de Nederlandse Biografieprijs.
Het persoonlijke en literaire archief van Jan Wolkers is sinds 2019 beschikbaar in de Universiteitsbibliotheek Leiden.

## De kunst

### Schrijver
Wolkers' debuut als schrijver vond plaats in 1961 toen de verhalenbundel Serpentina's petticoat uitkwam. In het openingsverhaal 'Het tillenbeest' steelt de hoofdfiguur uit een naburig kasteel een beeld, dat de sfinx voorstelt uit Sophocles' tragedie Koning Oedipus. Het verhaal gaat terug op autobiografische ervaringen: het werkelijk bestaande beeld werd in 2013 door de zus van de auteur teruggegeven aan kasteel Oud-Poelgeest, de rechtmatige eigenaar. Daar staat het in de Drakenzaal.
In 1962 verscheen de eerste roman van Wolkers: Kort Amerikaans. Daarna verscheen er geregeld een nieuw boek van zijn hand. In 1969 verscheen Turks fruit, Wolkers' grootste literaire succes. Het boek werd in 1973 door Paul Verhoeven verfilmd, met hoofdrolspelers Rutger Hauer en Monique van de Ven.
Wolkers' gereformeerde afkomst komt veelvuldig terug in zijn romans. Verder kenmerken zijn romans zich door een grote openheid over seksualiteit. Hij was een van de eerste literaire schrijvers die zo ver gingen. De eerste uitgever van Wolkers vond dat er te veel "vieze woorden" in zijn boeken stonden, en dat Wolkers deze door Latijnse termen moest vervangen. Wolkers stelde daar tegenover dat de dingen die hij beschreef nu eenmaal voorkomen in de maatschappij en het leven. Hij vond daarom de expliciete beschrijvingen in zijn verhalen verantwoord. Ook wees hij erop dat over al deze zaken in "grote boeken", zoals de Bijbel, evenzeer op niet mis te verstane wijze wordt verhaald.
De boeken van Wolkers hebben sterk autobiografische elementen en in sommige speelt de afgunst tegenover de (schoon)ouders een rol.
Andere thema's die veel voorkomen in het werk van Wolkers zijn (lichamelijk) verval en de dood. Op zijn eerste schilderijen gebruikte hij ook het thema dood, dat waren bijvoorbeeld stillevens met schedels. Wolkers kwam vroeg in aanraking met de dood. Tijdens de Tweede Wereldoorlog, op 30 augustus 1944, overleed zijn oudste broer, Gerrit Johannes Wolkers, op 22-jarige leeftijd aan difterie.
In 2007 schreef Wolkers speciaal voor de postzegels van de Weken van de Kaart 2007 een gedicht, dat door grafisch ontwerper Lex Reitsma werd verwerkt. De zee, de ruimte en het licht van Texel, en 'De geboorte van Venus' van de Italiaanse schilder Botticelli inspireerden Wolkers tot het gedicht voor de postzegels.
In augustus 2007 sprak Jan Wolkers in zijn huis op Texel zelf het luisterboek Turks fruit in, dat in oktober van dat jaar verscheen.

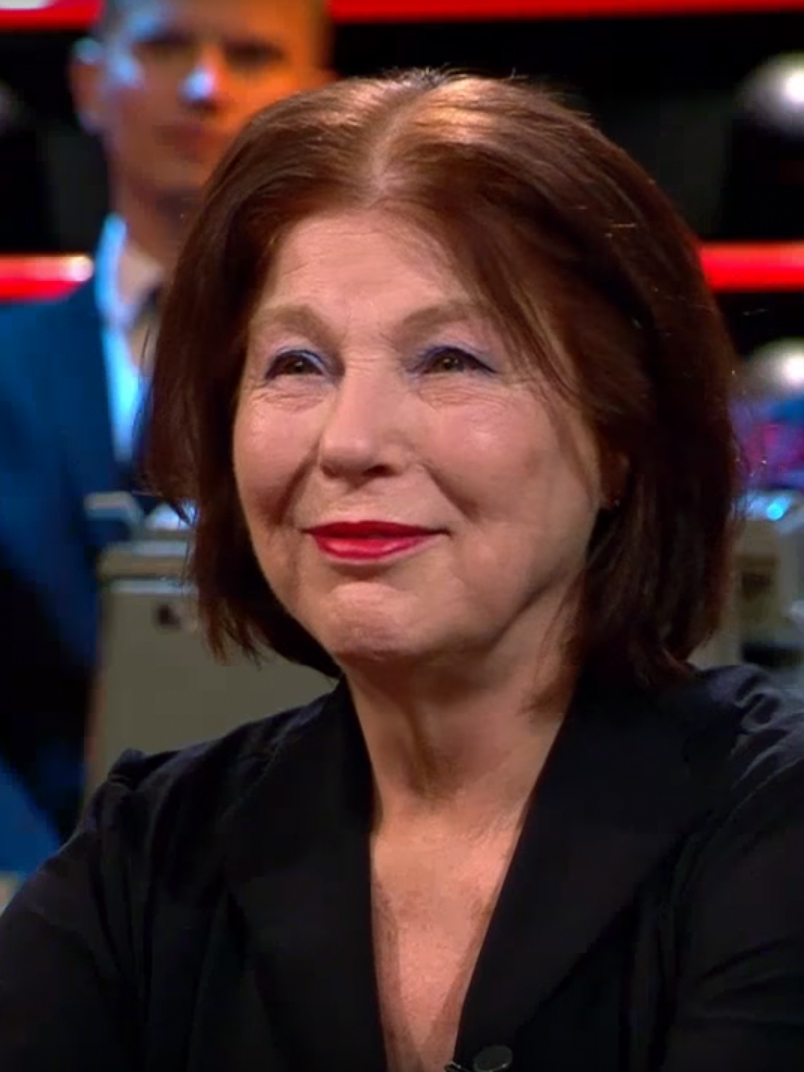
Karina Wolkers (2017)

In 2007 was hij de auteur van de tekst voor het op 19 december uitgezonden Groot Dictee der Nederlandse Taal. Als Wolkers niet twee maanden voor het evenement was overleden, zou hij het dictee zelf, waarschijnlijk via een satellietverbinding tussen Texel en Den Haag, hebben voorgedragen. Nu werd hij vervangen door zijn echtgenote en muze Karina die in zijn plaats het dictee voorlas. Hiermee is Jan Wolkers de enige schrijver die het dictee niet zelf heeft voorgedragen tijdens de uitzending. Wolkers had het dictee in augustus voltooid en daarmee werd het officieel zijn "laatst bekende tekst". Het was niet, zoals vaak bij het Groot Dictee, een willekeurige verzameling lastig te spellen woorden, bijeengehouden door een dun verhaaltje zonder plot, maar qua vorm en inhoud een 'echte Wolkers', compleet met bijbel, engelen, seks en 'geschilderde' taal.

#### Geweigerde lof
- In 1963 kreeg zijn boek Serpentina’s petticoat de literatuurprijs van de gemeente Amsterdam. Wolkers stuurde de prijs in 1966 weer terug uit protest tegen het optreden van de politie bij de rellen rond het huwelijk van Beatrix en Claus.
- Jan Wolkers weigerde ook de Constantijn Huygens-prijs (1982) vanwege het feit dat in zijn ogen het vorige werk miskend werd.
- In 1989 werd hem de P.C. Hooft-prijs toegekend. Hij weigerde die, omdat stripauteur Marten Toonder nog nooit een grote literatuurprijs had gekregen, maar ook omdat hij vond dat hij al eerder prijzen had verdiend voor zijn boeken.
- Een procedure om hem een koninklijke onderscheiding te geven werd stopgezet omdat verwacht werd dat hij die ook zou weigeren.
- De enige prijs die Wolkers wel aannam, was de Busken Huetprijs 1991, voor zijn essays Tarzan in Arles.

### Publicaties

##### Romans
- 1962 - Kort Amerikaans
- 1963 - Een roos van vlees
- 1965 - Terug naar Oegstgeest
- 1967 - Horrible tango
- 1969 - Turks fruit
- 1974 - De walgvogel
- 1977 - De kus
- 1979 - De doodshoofdvlinder
- 1980 - De perzik van onsterfelijkheid
- 1981 - Brandende liefde
- 1982 - De junival
- 1983 - Gifsla
- 1984 - De onverbiddelijke tijd

##### Novellen
- 1975 - Dominee met strooien hoed
- 2005 - Zomerhitte (Boekenweekgeschenk)

##### Verhalenbundels
- 1961 - Serpentina's petticoat
- 1963 - Gesponnen suiker
- 1964 - De hond met de blauwe tong
- 1981 - Alle verhalen
- 1984 - Sprookjes van de kust
- 1985 - 22 sprookjes, verhalen en fabels
- 1988 - Kunstfruit en andere verhalen
- 1989 - Jeugd jaagt voorbij
- 1991 - Wat wij zien en horen (samen met Bob en Tom Wolkers)
- 2003 - De achtertuin (boek bij televisieserie)

##### Essays
- 1987 - Een paradijsvogel boven het aardappelloof
- 1988 - De bretels van Jupiter
- 1990 - De drijfschaal van Van Gogh
- 1991 - Tarzan in Arles
- 1994 - Rembrandt in Rommeldam
- 1995 - Zwarte bevrijding (Boekenweek)
- 1996 - Icarus en de vliegende tering
- 1997 - Mondriaan op Mauritius
- 1998 - Het kruipend gedierte des aardbodems
- 2000 - Wolkers in Wolkersdorf
- 2001 - De schuimspaan van de tijd

##### Verhalen & Essays
- 2007 - Waddenboek

##### Toneel
- 1963 - Wegens sterfgeval gesloten. Commedia della morte
- 1963 - De Babel. Toneelstuk in drie bedrijven

##### Gedichten
- 2000 - Jaargetijden
- 2003 - Wintervitrines

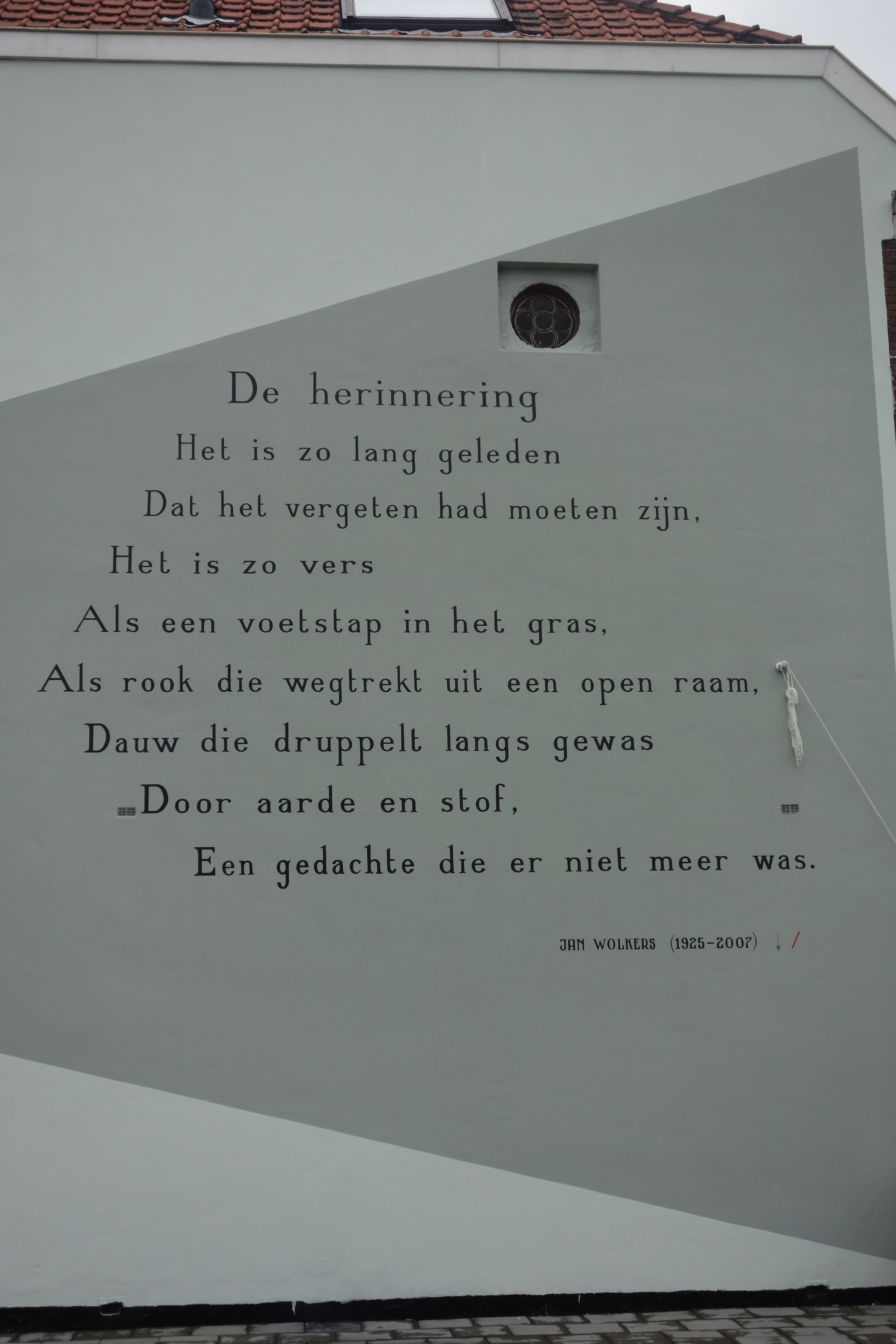
Muurgedicht De herinnering in Oegstgeest

- 2008 - Verzamelde gedichten (na overlijden)

##### Columns
- 1999 - Omringd door zee
- 2001 - De weerspiegeling

##### Lezing
- 1990 - Op de vleugelen der profeten / On the wings of the prophets
- 1999 - De nagels van God
- 2000 - Een cilinder vol zeegeruis
- 2003 - De grazige weiden

##### Dagboeken
- 2005 - Dagboek 1974
- 2006 - Dagboek 1969
- 2007 - Dagboek 1972
- 2007 - Dagboek 1976
- 2009 - Dagboek 1967
- 2010 - Dagboek 1975
- 2012 - Dagboek 1970
- 2014 - Dagboek 1971
- 2025 - Dagboek 1968

##### Brieven
- 2005 - Ach Wim, wat is een vrouw? (brieven aan een jeugdvriend)
- 2010 - Brieven aan Olga (brieven aan Annemarie Nauta)

##### Documentaires

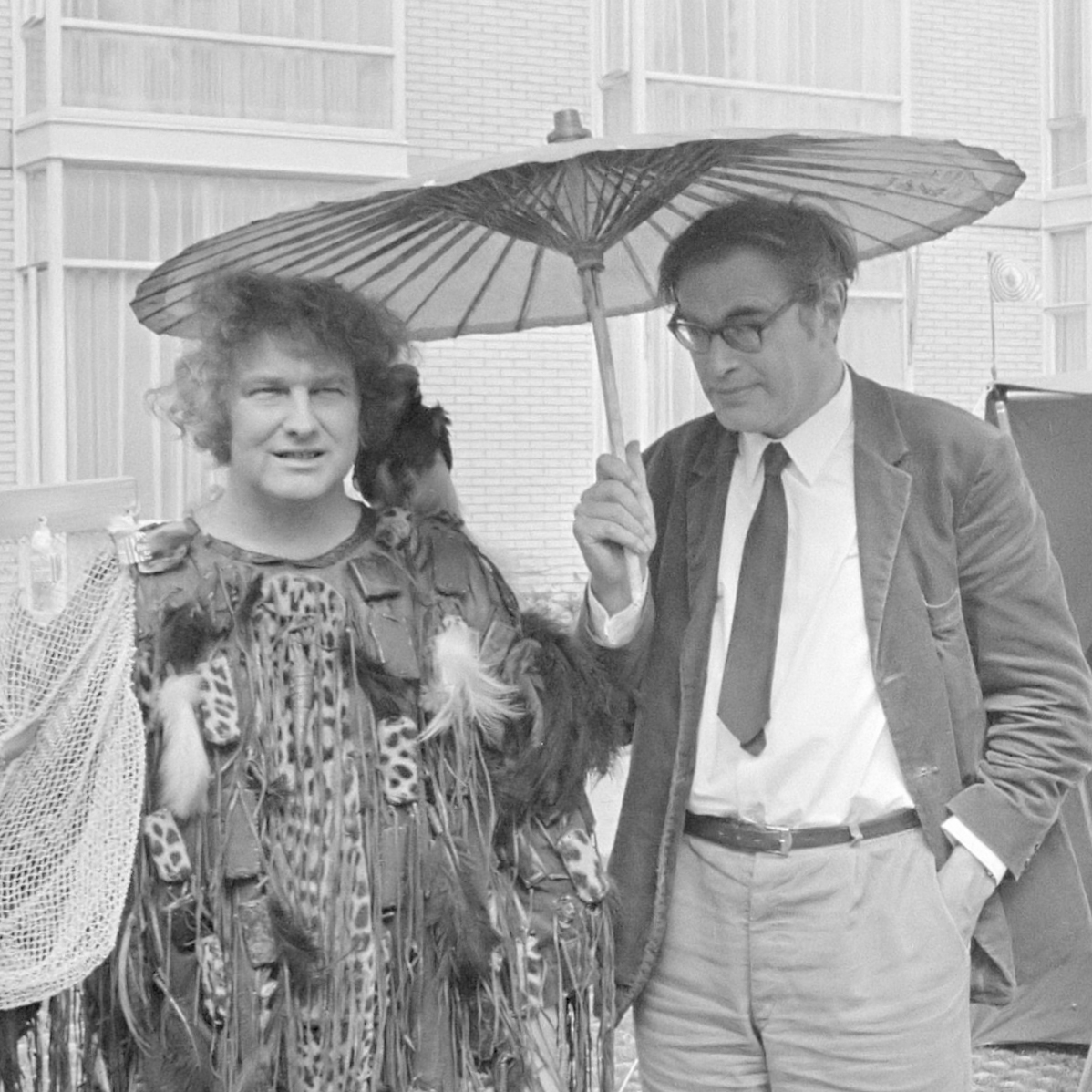
Met Godfried Bomans naar Rottumerplaat

- 1971 - Groeten van Rottumerplaat (autobiografisch)
- 1971 - Werkkleding (autobiografisch)
- 1996 - Tijd bestaat niet: Leven & Werk van Jan Wolkers (autobiografisch)
- 2007 - Rottumerplaat (verkorte versie van 'Groeten ..' in de serie Literaire juweeltjes)

##### Audio-cd
- 2006 - 2 Texel: Drummers Double Bill & Jan Wolkers[13]

##### Luisterboeken
- 1987 - Jan Wolkers leest
- 1989 - Twee verhalen, Jan Wolkers leest voor
- 1998 - Omringd door zee
- 2001 - Onbeperkt houdbaar
- 2003 - De achtertuin van Jan Wolkers
- 2005 - Mijn stem brandt in mij
- 2005 - Jan Wolkers leest De achtste plaag
- 2006 - Alleen op een eiland
- 2007 - Turks fruit

##### Kunstboek
- 1999 - De spiegel van Rembrandt (voor kinderen)
- 2000 - Wandelen in dromen (agenda 2000 Teylers Museum Haarlem)

##### Beeldverhaal
- Striptekenaar Dick Matena heeft een stripversie gemaakt van Wolkers' roman Kort Amerikaans. In april 2006 overhandigde hij het eerste exemplaar aan de schrijver. De strip werd in drie delen op de markt gebracht.
- 2016 - Turks Fruit een beeldroman door Dick Matena

##### Prentenboek
In augustus 2008 kwam het prentenboek 'Het was wel een heel lief varkentje' uit, het eerste fictieboek voor kinderen geschreven door Jan Wolkers.

##### Verfilmingen
- Turks fruit (1973), regie Paul Verhoeven, met onder anderen Rutger Hauer en Monique van de Ven
- Kort Amerikaans (1979), regie Guido Pieters, met onder anderen Derek de Lint, Cristel Braak en Joop Admiraal
- Brandende liefde (1983), regie Ate de Jong, met onder anderen Peter Jan Rens en Monique van de Ven
- Een roos van vlees (Zweedse verfilming) (1985), regie Jon Lindström
- Terug naar Oegstgeest (1987), regie Theo van Gogh, met onder anderen Tom Jansen en Geert de Jong
- Zomerhitte (2008), regie Monique van de Ven, met onder anderen Sophie Hilbrand en Waldemar Torenstra.

Daarnaast is door het Humanistisch Verbond in 1998 nog het verhaal De wet op het kleinbedrijf verfilmd en op video uitgebracht. Regisseur Kees Vlaanderen won hiermee in 1999 de Genève Europa Prijs voor het beste tv-script.

### Schilder

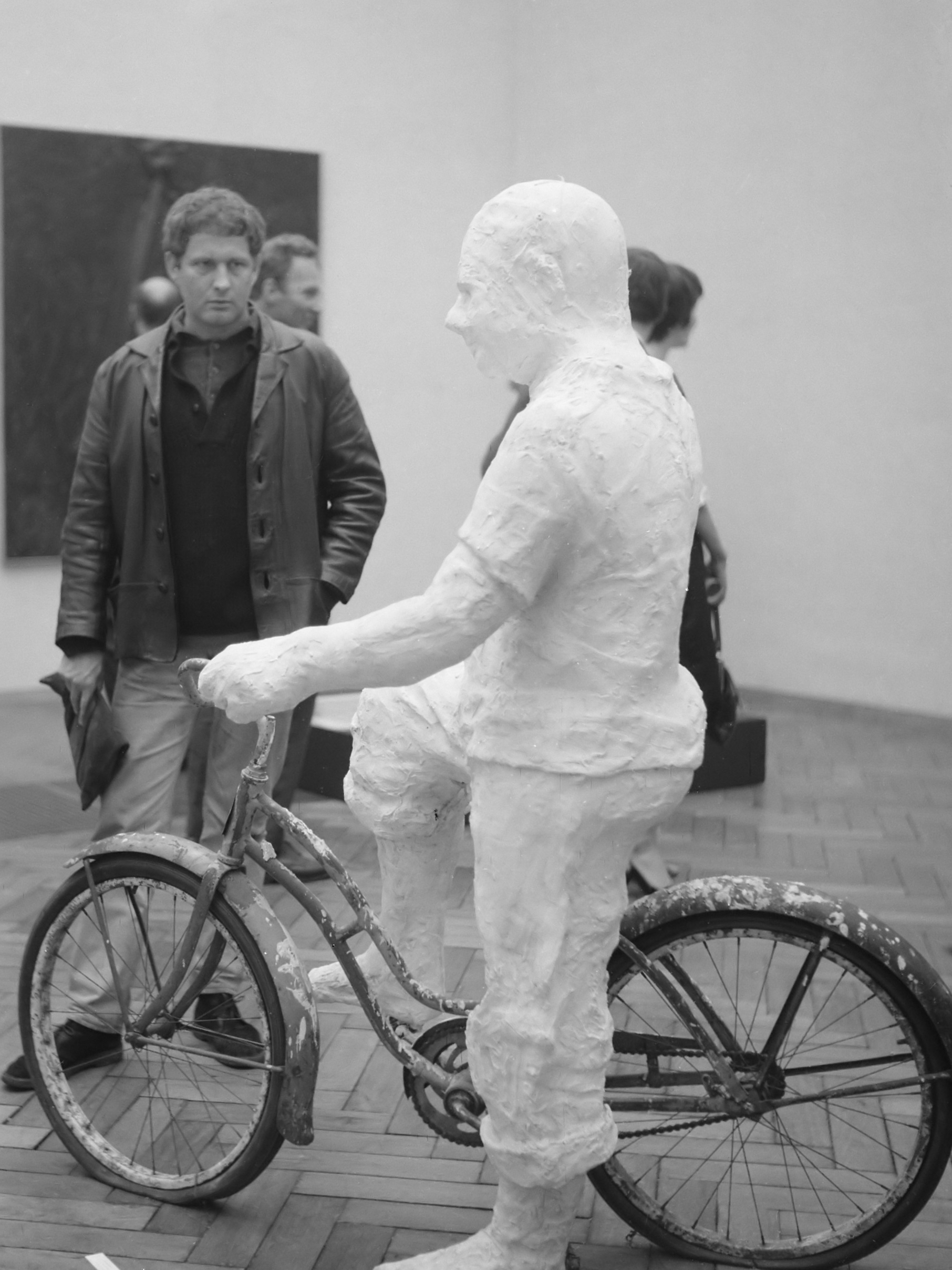
1964: Jan Wolkers bestudeert een werk van George Segal in het Stedelijk Museum

Wolkers studeerde voor beeldend kunstenaar in Den Haag en Amsterdam. In Amsterdam tot 1953 aan de Rijksakademie van Beeldende Kunsten. Van 15 juli tot 14 augustus 1954 volgde Wolkers de Internationale Sommerakademie für bildende Kunst in Salzburg, die in 1953 door Oskar Kokoschka was opgericht. Daarvoor kreeg hij een beurs van het Ministerie van Onderwijs, Kunsten en Wetenschappen. Hij kreeg er les van de Italiaanse beeldhouwer Giacomo Manzù. In 1957 kreeg hij een Franse beurs om bij Ossip Zadkine te studeren in Parijs.
Wolkers signeerde zijn schilderijen soms aan de achterzijde, net als Mondriaan, omdat hij vond dat de handtekening detoneert met het werk. Zijn schilderijen ontstaan, stelde Wolkers in 2007, uit wat hij in eenzaamheid in zichzelf verzamelt. Daar moet hij rustig voor leven. Inspiratiebronnen voor zijn abstracte werken zijn de zee, het landschap en de rust.
Ook ontwierp Wolkers veel posters: in de jaren zestig voor het Komitee Bevrijdingsfront Vietnam (1968) en voor de CPN, voor het Nederlands Palestina Komitee (1973) en verder onder meer een anti-apartheidsaffiche in de vorm van een hakenkruis (1978) en een affiche voor de PSP (1987).

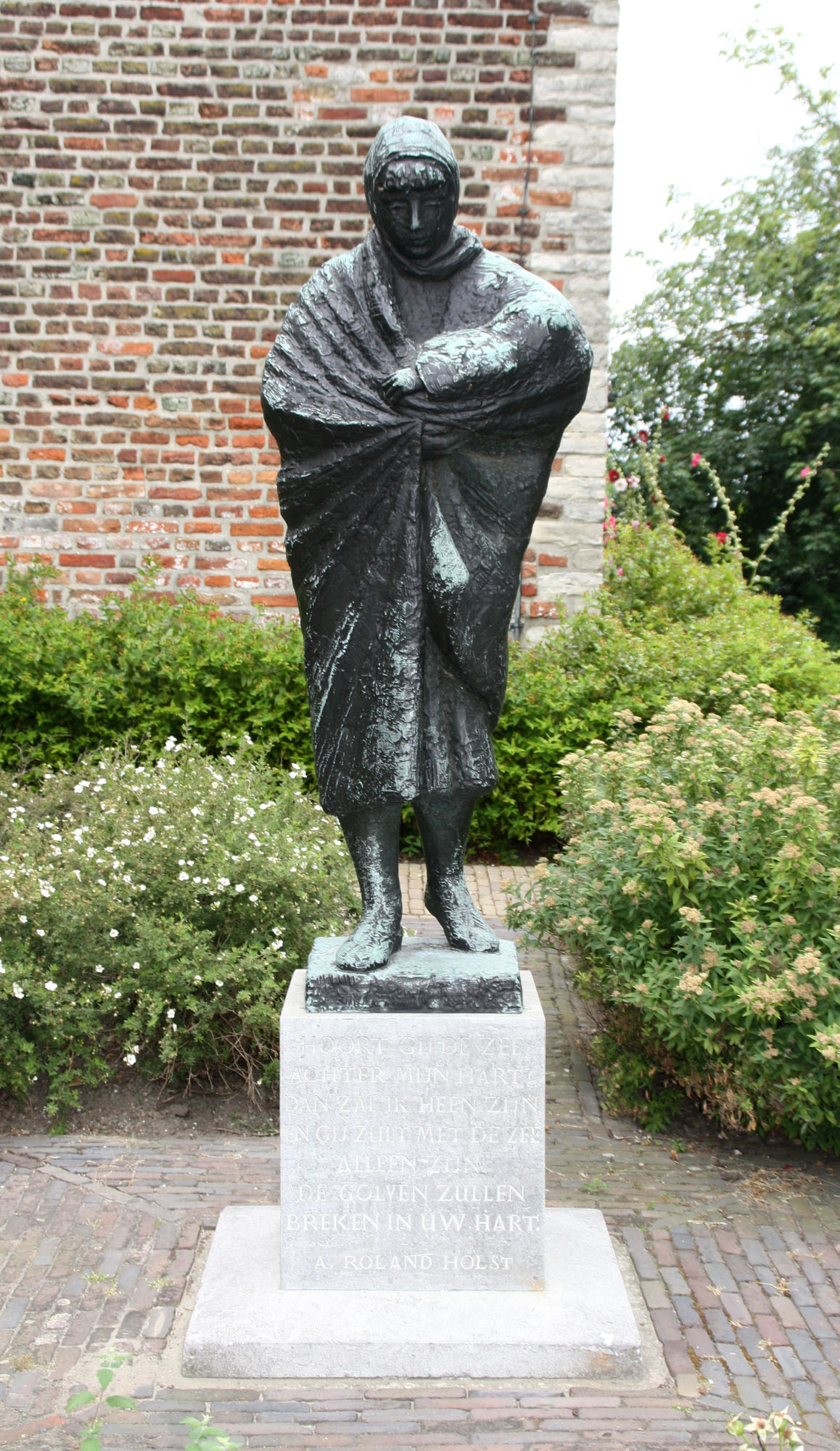
Watersnoodmonument (1957), Kruiningen

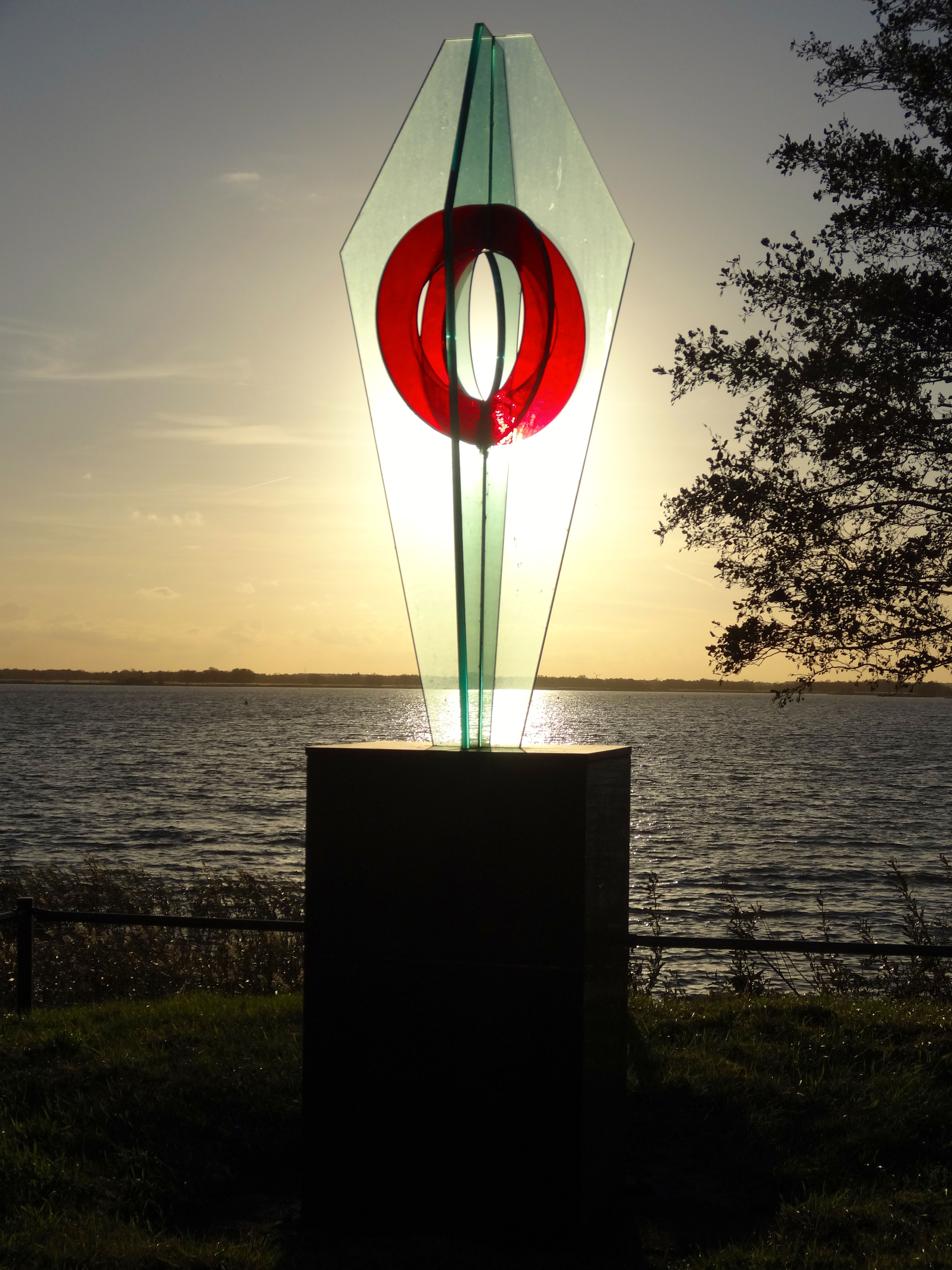
Monument voor milieu en toerisme (1992), bij Blauwe Hand aan de oever van de Belterwiede

### Beeldhouwer
In 1956 ontving Jan Wolkers voor zijn bronzen beeld Jongen met haan de Sint-Lucas medaille. Ook in 1956 kreeg hij zijn eerste belangrijke opdracht, het Watersnoodmonument in Kruiningen. Het eerste ontwerp voor dit monument was voor die tijd revolutionair: het ontwerp was helemaal van glas. Waarschijnlijk is Wolkers de eerste ter wereld die zo vroeg een beeld van glas gemaakt heeft. Dit eerste ontwerp werd afgewezen. In 1957 werd het monument voltooid, een bronzen beeld van een jonge vrouw met een verdronken kind op haar arm, ter herinnering aan de watersnood van 1953 in Zeeland. In 1959 volgde een titelloos werk voor het Centraal Laboratorium van de Bloedtransfusiedienst in Amsterdam-Slotervaart.
Zijn beelden zijn vaak het slachtoffer van vandalisme. Voorbeelden hiervan zijn het Auschwitz-monument in Amsterdam en het monument op de dijk bij Ceres op Texel. Vermoedelijk speelt daarbij een rol dat Wolkers veel gebruikmaakt van glas en dat de kwetsbaarheid die dit materiaal uitstraalt bij sommigen vernielzucht opwekt. Zo werd een glazen werk in zijn geboorteplaats Oegstgeest vernield. Na restauratie werd het verplaatst naar een nieuwe locatie vóór het gemeentehuis, waar het sindsdien permanent met camera's wordt bewaakt. Als reactie op de vernieling van het monument bij Ceres in 2003 maakte Wolkers bekend dat hij minder met glas en meer met staal zou gaan werken. Het Jac. P. Thijsse-monument in de vijver bij de Elemert op Texel bevat inderdaad meer staal, maar glas is er nog steeds substantieel in aanwezig. Het Monument voor de Tachtigers in het Oosterpark uit 1992 is geheel van roestvast staal. Het Theo Thijssenmonument op De Nieuwe Ooster is grotendeels van glas. Zijn Monument voor Joop den Uyl in Zaanstad uit 1990 is samengesteld uit staal en glas.

#### Museum
Eind 2007 deelde Karina Wolkers mee dat zij de gemeente Leiden heeft weten te interesseren voor een museum of een plek waar Wolkers schilderijencollectie zijn plaats kan vinden. Daarin zal ook zijn literair archief met zijn brieven moeten worden opgenomen. De voorkeur voor Leiden komt voort uit het feit dat Wolkers daar naar de tekenacademie ging. Het was ook de eerste stad waar hij musea bezocht. De vormgeving en de locatie van het museum stonden ter discussie. Men dacht aan het Stedelijk Museum De Lakenhal of het Natuurhistorisch Museum Naturalis. Karina Wolkers zei in dit verband dat "museum wat te statisch klinkt. Het moet iets swingenders worden, waar ook films van anderen getoond kunnen worden, met aandacht voor geschiedenis".
Op 21 oktober 2008 werd in De Lakenhal een tijdelijke tentoonstelling van Wolkers' werk geopend met een looptijd tot 15 februari 2009. In 2019 werden de overige schilderijen en reliëfs uit de nalatenschap van de kunstenaar van Texel overgebracht naar De Lakenhal. Het Wolkersarchief en zijn tekeningen kwamen in hetzelfde jaar naar de Universiteitsbibliotheek Leiden.

## Bestseller 60
| Boeken met noteringen in de Nederlandse Bestseller 60 | Jaar van verschijnen | Datum van binnenkomst | Hoogste positie | Aantal weken | Opmerkingen |
| ----------------------------------------------------- | -------------------- | --------------------- | --------------- | ------------ | ----------- |
| De achtertuin                                         | 2003                 | 13-12-2003            | 35              | 1            |             |
| Dagboek 1974                                          | 2005                 | 19-03-2005            | 15              | 2            |             |
| Terug naar Oegstgeest                                 | 2005                 | 19-03-2005            | 47              | 2            |             |
| Turks fruit                                           | 2005                 | 19-03-2005            | 59              | 2            |             |
| Kort Amerikaans                                       | 2005                 | 26-03-2005            | 4               | 5            |             |
| Brandende liefde                                      | 2007                 | 13-01-2007            | 16              | 2            |             |
| Het was wel een heel lief varkentje                   | 2008                 | 13-09-2008            | 32              | 1            |             |
| Zomerhitte                                            | 2013                 | 30-03-2013            | 39              | 1            | met Dvd     |